# Offentligt ämbete
Ett offentligt ämbete är en befattning i staten, eller i en kommun eller annan administrativ enhet under staten. Den som har ett ämbete kallas ämbetsman. En ämbetsman har kommit att även beteckna en högre tjänsteman inom statlig verksamhet, till exempel en myndighet.
Bland offentliga ämbeten skiljer man mellan förtroendevalda, som tillsätts genom val, och tjänstemän, som tillsätts genom förordnande.

## Ämbetsmannaansvar
Ämbetsmannaansvar var det straffrättsliga ansvaret för offentligt anställda som gällde i Sverige före ämbetsansvarsreformen som trädde i kraft den 1 januari 1976.
Fel eller försummelser i tjänsten kunde liksom idag leda till ansvar för tjänstefel. För tjänstefel dömdes en offentligt anställd som av försummelse, oförstånd eller oskicklighet åsidosatte vad som ålåg honom enligt lag, instruktion, annan författning, särskild föreskrift eller tjänstens beskaffenhet. Möjliga påföljder var böter och fängelse, men även de särskilda ämbetsstraffen suspension och avsättning kunde tillgripas.[källa behövs]

### Ämbetsansvarsreformen
Ämbetsansvarsreformen utgick från att man skulle inskränka det straffrättsliga ansvaret och därigenom närma sig den privata arbetsmarknadens sanktionssystem. Reformen byggde alltså på en privaträttslig grundsyn på den offentliga anställningen.[källa behövs]
Straffansvaret för tjänstefel och de särskilda ämbetsstraffen avsättning och suspension avskaffades och ersattes av tre nya ansvarsregler:[källa behövs]
- Oriktig myndighetsutövning
- Mutbrott
- Brott mot tystnadsplikten

Det allmänna straffrättsliga ansvaret för tjänstefel upphörde och begränsades till den del av den offentliga verksamheten som innefattade myndighetsutövning. Reglerna om detta nya ansvar kom att regleras i 20 kapitlet i Brottsbalken. Straffansvar enligt detta kapitel kunde endast utdömas om gärningen inneburit någon form av myndighetsutövning som orsakat något förfång eller en otillbörlig förmån och som inte varit ringa.

## Tjänstemannaansvar
Tjänstemannaansvar innebär att en tjänsteman i offentlig förvaltning har ansvar för beslut i samband med myndighetsutövning, och därmed kan bli föremål för disciplinåtgärder, avsked eller rättsliga påföljder vid förseelser. Brottsbalkens 20 kapitel om tjänstefel reglerar ansvaret.
I samband med Transportstyrelsens IT-upphandling, som blev en stor nyhet i svensk riksmedia 2017, efterlyste Inga-Britt Ahlenius, i egenskap som tidigare generaldirektör på Riksrevisionen, ett utökat tjänstemannaansvar. Statsvetaren Marja Lemne var positiv medan Britta Lejon, ordförande för Fackförbundet ST, menade att det var ett större problem att staten hade fokuserat för ensidigt på effektivitet på bekostnad av rättssäkerhet, demokrati, öppenhet och säkerhet.